# Wolffův revír
Wolffův revír (v německém originále Wolffs Revier) je německý kriminální seriál s policisty okolo Andrease Wolffa, jehož tvůrcem a scenáristou byl Karl-Heinz Willschrei. Seriál byl navržen v roce 1990 a od roku 1992 do roku 2006 byl produkován společností Nostro Film a vysílán na německé televizi Sat.1.
Hlavní roli Andrease Wolffa ztvárnil Jürgen Heinrich, jeho dceru Verenu Wolffovou ztvárnila Nadine Seiffertová, v prvních 99 epizodách se objevila i postavy dalších policistů a kolegů Andrease Wolffa, byly jimi Günther Sawatzki (ztvárněn Klausem Pönitzem a Dr. Peter Fried (ztvárněn Gerdem Wamelingem. Od 100. epizody seriálu byl novým spolupracovníkem Andrease Wolffa Thomas Borkman (ztvárněn Stevenem Mertingem).
Seriál byl ukončen 24. května 2006 celovečerním filmem s názvem Strach.

## Obsazení
| Herec           | Role                  | Účinkoval | Zaměstnání                                 |
| --------------- | --------------------- | --------- | ------------------------------------------ |
| Jürgen Heinrich | Andreas Wolff †       | 1–173     | Hlavní komisař                             |
| Klaus Pönitz †  | Günther Sawatzki †    | 1–99      | Vrchní komisař                             |
| Gerd Wameling   | Dr. Peter Fried       | 1–99, 173 | Státní zástupce, v závěrečném filmu Soudce |
| Nadine Seiffert | Verena Wolff          | 1–173     | Dcera Andrease Wolffa                      |
| Steven Merting  | Thomas „Tom“ Borkmann | 100–173   | Kriminální komisař                         |